# دانیل تارولو
دانیل تارولو (انگلیسی: Daniel Tarullo؛ زادهٔ نوامبر ۱۹۵۲ (۷۲ سال)) یک سیاست‌مدار اهل ایالات متحده آمریکا است.